# Nitril

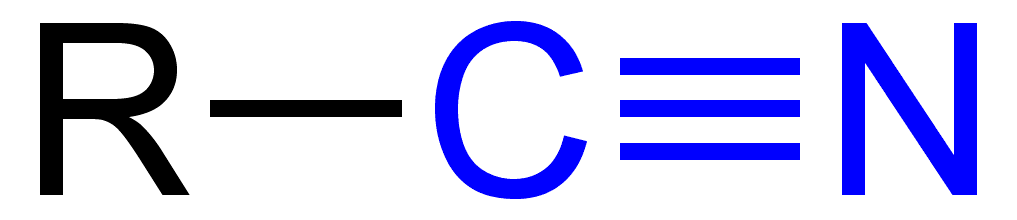
Structura nitrilului: grupa funcțională este colorată în albastru.

Nitrilii sunt compuși organici care au ca grupă funcțională gruparea −C≡N. Nitrilii se găsesc în mulți compuși utili, cum ar fi cianoacrilatul de metil, care este folosit în producerea lipiciului, și acrilonitril-butadienă, un polimer care conține un nitril, el fiind folosit în laboratoarele de fabricare a latexului și în producerea mănușilor medicinale numite uzual mănuși de nitril. Compușii organici care conțin mai multe grupe nitril se numesc cianocarbonați.
Compușii anorganici care conțin gruparea −C≡N nu se numesc nitrili, ci cianuri. Deși atât nitrilii, cât și cianurile derivă din sărurile de cianură, majoritatea nitrililor nu sunt la fel de toxici.

## Structura și proprietățile de bază
Distanța C-N este de 1,16 Å, datorită legăturii triple. Nitrilii sunt, în ansamblu, molecule polare. 

## Istoric
Primul compus din omologia nitrililor, nitrilul în formă acidă, acidul cianhidric a fost sintetizat pentru prima oară de Carl Wilhelm Scheele în 1782. Apoi, în 1811, Joseph Louis Gay-Lussac a putut prepara acidul pur volatil și foarte toxic. Nitrilul acidului benzoic a fost prima oară preparat de Friedrich Wöhler și de Justus von Liebig, dar datorită randamentului scăzut de sinteză, nu au putut fi determinate nici proprietățile fizice, nici cele chimice. Théophile-Jules Pelouze a sintetizat proprionitrilul în 1834, sugerând faptul ca există un eter al alcoolului propionic și al acidului cianhidric. Sinteza benzonitrilului, de către Hermann von Fehling în 1844, prin încălzirea benzoatului de amoniu, a fost prima metodă de a obține destulă substanță pentru cercetarea chimică. El a stabilit structura prin compararea ei cu sinteza deja bine-cunoscută a acidului cianhidric, prin încălzirea formiatului de amoniu la rezultatele sale. El a inventat denumirea de nitril pentru substanța nou-descoperită, care ,mai apoi, a devenit numele acestei grupe de compuși.

## Sinteză
Industrial, principalele metode de obținere a nitrililor sunt amoxidarea și hidrocianurarea.

### Amoxidarea
În amoxidare, o hidrocarbură este parțial oxidată în prezența amoniacului. Această transformare se practică pe scară largă pentru acrilonitril.
CH3CH=CH2  + 3/2 O2  +  NH3   →   NCCH=CH2  +  3 H2O
În producerea acrilonitrilului, se obține și un produs secundar, acetonitrilul. Cei mai mulți derivați ai benzenonitrilului, ai ftalonitrilului, precum și ai izobutironitrilului se obțin tot prin amoxidare. Acest proces este catalizat cu oxizi metalici și, mai apoi, se continuă prin aldehidă. 

### Hidrocianurarea
Hidrocianurarea este metoda populară de a obține nitrili din acid cianhidric și alchene. Această reacție necesită catalizatori omogeni. Un exemplu de hidrocianurare este procesul de obținere al adiponitrilului din 1,3-butadienă:
CH2=CH-CH=CH2  +  2 HCN   →   NC(CH2)4CN

### De la halogenurile organice la sărurile de cianură
Nitrilii mai pot fi obținuți prin mai multe metode. De exemplu, Compuși halogenați se supun substituției alifatice nucleofile cu cianuri de metale alcaline în Sinteza Kolbe. Nitrilii arili se obțin în Sinteza Rosenmund–von Braun.

### Cianohidrați
Cianohidrații sunt o clasă specială de nitrili, care rezultă din adiția cianidelor metale la aldehide în reacția de cianohidrare. Datorită polarității grupei carbonil, reacția nu necesită nici un catalizator, spre deosebire de hidrocianurarea alchenelor.

#### Deshidratarea amidelor și a oximelor
Nitrilii pot fi obținuți din deshidratarea amidelor primare. Mulți reactivi sunt accesibili, combinația de diclorofosfat de etil și DBU (1,8-Diazabiciclo[5.4.0]undec-7-enă) doar unul dintre ei în această conversie de benzamidă la benzonitril:

Doi intermediari în acestă reacție sunt amida tautomeră A și produsul ei de adaos fosfat B.
În reacția de deshidratare, amidele secundare dau nitrili prin Degradarea amidelor Von Braun. În acest caz, se rupe o legătură C-N. Deshidratarea aldoximelor (RCH = NOH) oferă, de asemenea, nitrili. Reactivii caracteristici acestei reacții sunt trietalamina/dioxid de sulf, zeoliții, sau clorura de sulforil. Explicarea acestui demers este sinteza One-pot a nitrililor la aldehide cu hidroxilamina în prezență de sulfat de sodiu.
- de la acizii aril carboxilici (Sinteza lui Letts a nitrililor)

### Reacția Sandmeyer
Nitrilii aromatici se obțin, de obicei, în laborator din aniline prin compușii de diazoniu. Aceasta este reacția Sandmeyer. Ea necesită tranziția cianurilor de metal.
ArN2+  +  CuCN   →    ArCN  +  N2  +  Cu+

### Alte metode
- O sursă comercială pentru grupa cianurilor este cianura de dietilaluminiu (Et2AlCN), care poate fi preparată din trietilaluminiu și acid cianhidric (HCN).[13] Aceasta a fost folosită în adiția nucleofilă a cetonelor.[14]
- Ionii de cianură facilitează cuplarea dibromurilor. Reacția  acidului α,α'-dibromoadipic cu cianura de sodiu în etanol produce ciano-ciclobutanul:[15]

În așa-numita Reacție Franchimont (A. P. N. Franchimont, 1872), un acid α-bromocarboxilic este dimerizat după hidroliza grupării ciano și a decarboxilării.
- Nitrilii aromatici se obțin din hidroliza bazică a aril-triclorometil-ketimina (RC(CCl3)=NH) în sinteza Houben-Fischer.[17][18]
- Nitrilii mai pot fi obținuți din amine primare prin oxidare. Metode comune includ folosirea persulfatului de potasiu,[19] a acidului tricloroisocianuric,[20] sau a electrosintezei anodului.[21]
- α-aminoacizii din nitrili și dioxid de carbon prin multe mijloace de decarboxilare oxidativă.[22][23] Henry Drysdale Dakin a inventat această oxidare în 1916.[24]

## Reacții
Grupele nitril în compușii organici pot suferi diverse reacții atunci când sunt supuse la anumiți reactivi sau condiții. O grupă nitril poate fi hidrolizată, redusă, sau eliminată dintr-o moeculă cum ar fi ionul de cianură.

### Hidroliza
Hidroliza nitrililor RCN se realizează în etape distincte sub tratament acid sau bazic, în vederea obținerii carboxamidelor (RC(=O)NH2) și apoi a acizilor carboxilici (RCOOH). Hidroliza nitrililor este, în general, considerată a fi una dintre cele mai bune metode de obținere a acizilor carboxilici. Cu toate acestea, aceste reacții catalizate cu acizi sau baze au anumite limitări și/sau dezavantaje pentru obținerea amidelor. Restricția generală este faptul că neutralizarea finală a acidului sau a bazei duce la o formațiune extinsă de sare cu efecte de contaminare a produselor nepotrivite și de poluare. Limitările particulare sunt următoarele:
- Reacțiile catalizate cu baze. Studiile cinetice au permis estimarea ratelor relative pentru hidratarea în fiecare etapă a reacției și, ca un exemplu clasic, constantele de viteză de ordinul doi pentru ionul hidroxid al sintezei catalizate al acetonitrilului și al acetamidei sunt: 1.6×10−6 și 7.4×10−5M−1s−1. Compararea acestor două valori indică faptul că cea de-a doua etapă a hidrolizei pentru reacția catalizată cu baze este mai rapidă decât prima, și reacția ar trebui să continue până la produsul final hidratat (sarea de carboxilat), decât să se oprească la prima etapă. Acest lucru înseamnă faptul că acele amidele obținute în reacția catalizată cu baze fără metale convenționale ar trebui tratate cu acizi carboxilici, ei putând fi izolați în singurele randamente moderate.
- Reacțiile catalizate cu acizi. Aplicarea soluției acide puternice necesită un control atent al temperaturii și a ratei de reactivi pentru a se evita formarea de polimeri, care este stimulat de caracterul exoterm al hidrolizei.[26]
- Mecanismul este descris în următorul link: Mechanism Arhivat în 9 august 2017, la Wayback Machine.

### Reducerea
În reducerea organică, nitrilul este redus prin reacția cu hidrogen cu cataliză de nichel; o amină se formează în această reacție. Reducerea la amină, urmată de hidroliza aldehidei are loc în sinteza aldehidei Stephen.

### Alchilarea
Alchil-nitrilii sunt suficient de acizi pentru a forma anioni nitrili, care alchilează o mare varietate de electrofili. Cheia pentru nucleoficilitatea excepțională este cererea mică sterică a unității C-N combinate cu stabilizarea ei inductivă. Aceste caracteristici fac nitrilii ideali pentru crearea de noi legături C-C în medii solicitante sterice pentru utilizarea în sinteza chimiei medicinale. Dezvoltările recente au arătat că natura metalului contra-ion cauzează diferite coordonări, fie azotului nitril, fie carbonului nucleofil adiacent, de multe ori cu diferențe profunde în reactivitate și stereochimie.

### Nucleofili
Nitrilul este un electrofil la atomul de carbon în reacția de adiție nucleofilă:
- cu un compus organozinc în reacția Blaise
- și cu alcooli în reacția Pinner
- de asemenea, reacția sarcozină amină cu cianamidă produce creatina[29]
- nitrilii reacționeaza în acilarea Friedel–Crafts și în reacția Houben–Hoesch cu cetone

### Compuși și metode eterogene
- În decianarea reductivă, gruparea nitril este înlocuită cu un proton.[30] O decianare eficientă se obține din reducerea metalului dizolvat cu HMPA (Hexametilfosforamidă) și potasiu metalic în terț-butanol. α-aminonitrilii pot fi decianați cu hidrură de aluminiu și litiu.
- Nitrilii autoreacționează în prezența unei baze în reacția Thorpe într-o adiție nucleofilă.
- În chimia organometalică, nitrilii sunt cunoscuți pentru adăugarea la alchine în carbocianare.

## Derivați ai nitrililor

### Cianamide organice
Cianamidele sunt compuși N-cian cu structura generală R1R2N-CN și legați de cianamidele anorganice.

### Oxizi de nitril
Oxizii de nitril au structura generală R-CNO.

## Aplicații ale nitrililor
Nitrilii apar în multe surse vegetale și animale. Peste 120 de nitrili de origine naturală au fost separați de sursele marine și terestre. Nitrilii sunt întâlniți în migdale și în timpul coacerii culturilor Brassica (cum ar fi varza, conopida), eliberând nitrili prin hidroliză. Mandelonitrilul, o cianhidră produsă de ingerarea migdalelor, eliberează acid cianhidric și este responsabil pentru toxicitatea glucozidelor cianogene.
Peste 30 de produse farmaceutice, care conțin nitrili, sunt, în prezent, comercializate pentru o varietate diversă a indiccațiilor medicale cu mai mult de 20 de afaceri suplimentare, care conțin nitrili, în dezvoltarea clinică. Gruparea nitril este destul de robustă, și în cele mai multe cazuri, nu este aproape deloc metabolizată, ea trecând prin corp neschimabată. Tipurile de produse farmaceutice, care conțin nitrili, sunt diverse, de la vildagliptin, un medicament antidiabetic, la anastrozol, care este cel mai bun tratament pentru tratarea cancerului de sân. În multe cazuri, nitrilii imit funcționalitatea, prezentă în substraturile pentru enzime, în timp ce în alte cazuri, nitrilii cresc solubilitatea în apă sau scad sensibilitatea la metabolismul oxidativ în ficat.The nitrile functional group is found in several drugs.

Structura periciazinei, un neuroleptic studiat în tratamentul dependenței de opiate.
Structura citalopramului, un medicament antidepresiv al serotininei.
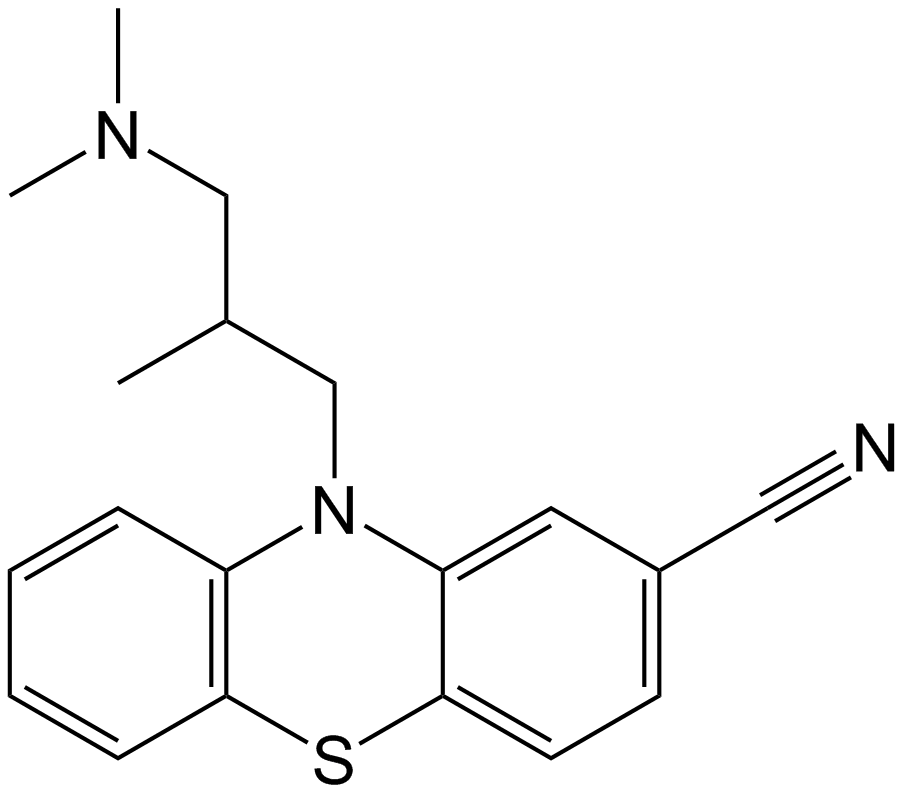
Structura ciamemazinei, un medicament neuroleptic.
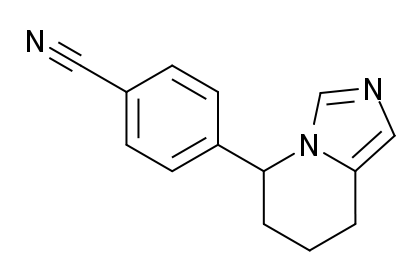
Structura fadrozolului, un inhibitor de aromatază pentru tratamentul cancerului de sân.
Structura letrozolei, un inhibitor de aromatază oral nesteroidian pentru tratamentul anumitor tipuri de cancer de sân.